# 克莱蒙·约翰逊
小克莱蒙·詹姆斯·约翰逊（英語：Clemon James Johnson Jr.，1956年9月12日—），美国NBA联盟职业篮球运动员。他在1978年的NBA选秀中第2轮第44顺位被波特兰开拓者选中。
2011年5月6日，被任命为母校弗罗里达农工大学校队的主教练，后因战绩不佳在任教三年后被解聘。